# Batalha de Carcar
Batalha de Carcar (Qarqar ou Ḳarḳar) foi travada em 853 a.C., quando o exército da Assíria conduzido pelo rei Salmaneser III encontrou um exército aliado de onze reis em Carcar, conduzido por Hadadezer (também chamado Adadeidir e possivelmente ser identificado com Benadade II) de Damasco e do rei Acabe de Israel. Esta batalha, travada durante a conquista assíria de 854-846 a.C. da Síria, é notável por ter contado com um número maior de combatentes do que qualquer batalha anterior e por ser a primeira instância em que alguns povos entram na história registrada (como os árabes). A batalha é registrada no Monólito de Curque. A cidade antiga de Carcar onde a batalha ocorreu foi identificada geralmente com o local arqueológico moderno de Tel Carcur, perto da vila de Carcur.
De acordo com uma inscrição mais tarde erigida por Salmaneser, ele tinha começado sua campanha anual, deixando Nínive no dia 14 de Iyar. Atravessou o Tigre e o Eufrates sem incidentes, recebendo a submissão e tributos de várias cidades ao longo do caminho, incluindo Alepo. Ele encontrou sua primeira resistência das tropas de Iruleni, rei de Hama, a quem derrotou; em retribuição, saqueou os palácios e as cidades do reino de Iruleni. Continuando sua marcha após ter saqueado Carcar, encontrou as forças aliadas perto do rio Orontes.